# Sites à chiroptères de Darvault, Mocpoix et Saint-Nicolas
Sites à chiroptères de Darvault, Mocpoix et Saint-Nicolas este o arie protejată (sit de importanță comunitară — SCI) din Franța întinsă pe o suprafață de 37,36 ha, integral pe uscat.

## Localizare
Centrul sitului Sites à chiroptères de Darvault, Mocpoix et Saint-Nicolas este situat la coordonatele 48°16′13″N 2°44′42″E / 48.27028°N 2.745°E.

## Înființare
Situl Sites à chiroptères de Darvault, Mocpoix et Saint-Nicolas a fost declarat arie specială de conservare în baza directivei 92/43 din 1992 referitoare la conservarea habitatelor naturale și a faunei și florei sălbatice pentru a proteja 4 specii de animale.

## Biodiversitate
Situată în ecoregiunea atlantică, aria protejată conține 1 habitat natural: Pajiști uscate seminaturale și facies de acoperire cu tufișuri pe substraturi calcaroase (Festuco-Brometalia) (* situri importante pentru orhidee).
La baza desemnării sitului se află mai multe specii protejate de  mamifere (4): liliac cu urechi mari (Myotis bechsteinii), liliac cărămiziu (Myotis emarginatus), liliac comun (Myotis myotis), liliacul mare cu potcoavă (Rhinolophus ferrumequinum).
Pe lângă speciile protejate, pe teritoriul sitului au mai fost identificate 6 specii de mamifere.